# Mięsień c (genitalia)
Mięsień c – mięsień wchodzący w skład genitaliów samców błonkówek.
Mięśnie c to para mięśni łączących dziewiąte sternum odwłoka z cupulą. Wszystkie ich części zaczynają się na przednio-bocznym płacie tego sternum i wsuwają w brzuszno-boczną krawędź cupuli.
Obecność tych mięśni stwierdzono u Prionopelta nr. modesta, Cerapachys nr. augustae, Cylindromyrmex brevitarsus, Dolichoderus bispinosus, Ection lucanoides, Neivamyrmex longiscapus, Nomamyrmex eisenbeckii, Gnamptogenys mordax, Camponotus sansabeanus, Camponotus atriceps, Formica obscuripes, Myrmica kotokui, Prenolepis imparis, Aphaenogaster nr. rudis, Atta cephalotes, Crematogaster nigropilosa, Messor andrei, Pheidole californica, Hypoponera opacior, Leptogenys donisthorpei i Odontomachus chelifer, a ich brak u Labidus coecus, Labidus praedator, Leptanilloides sp., Platythyrea prizo, Sceliphron caementarum i Dolichovespula adulterina.